# 밀양 나들목
밀양 나들목(Miryang IC)은 경상남도 밀양시 산외면 금천리에 설치된 중앙고속도로의 7번 교차로이다. 나들목 진출입로 및 요금소는 산외면 남기리와 접하고 있으며, 국도 제24호선을 통해 산외면, 산내면, 밀양시내로 진출할 수 있다. 건설 당시 가칭은 북밀양 나들목이었다.

## 연혁
- 2004년 4월 3일 : 2006년 2월까지 북밀양 나들목 접속부 입체화 공사를 위해 대구광역시 동구 용계동 ~ 경상남도 김해시 대동면 월촌리 82.05km 구간 도로구역 변경[1]
- 2006년 1월 25일 : 중앙고속도로 대구 ~ 부산 민자구간 개통으로 영업 개시[2]

## 구조물 정보
- 위치: 경상남도 밀양시 산외면 금천리
- 영업소: 경상남도 밀양시 산외면 산외로 42-58
- 신대구부산고속도로㈜ 본사: 경상남도 밀양시 산외면 산외로 42-57

## 접속하는 도로
- 국도 제24호선 (밀양대로)
- 간접 연결 : 국도 제25호선 (상동로, 긴늪사거리 이용)

## 교통량 정보
| 요금소        | 통행량 (대/일) | 통행량 (대/일) | 통행량 (대/일) | 통행량 (대/일) | 통행량 (대/일) | 통행량 (대/일) | 통행량 (대/일) | 통행량 (대/일) | 통행량 (대/일) | 통행량 (대/일) | 각주  |
| 요금소        | 2001년         | 2002년         | 2003년         | 2004년         | 2005년         | 2006년         | 2007년         | 2008년         | 2009년         | 2010년         | 각주  |
| ------------- | -------------- | -------------- | -------------- | -------------- | -------------- | -------------- | -------------- | -------------- | -------------- | -------------- | ----- |
| 밀양 (폐쇄식) | 미개통         | 미개통         | 미개통         | 미개통         | 미개통         | 3,134          | 3,497          | 3,768          | 4,167          | 4,564          | [ 3 ] |
| 요금소        | 2011년         | 2012년         | 2013년         | 2014년         | 2015년         | 2016년         | 2017년         | 2018년         | 2019년         |                | [ 3 ] |
| 밀양 (폐쇄식) | 4,696          | 5,087          | 5,639          | 6,049          | 2,783          | 2,877          | 3,025          | 3,061          | 3,093          |                | [ 3 ] |